# Saliou Guindo
Saliou Guindo (Ségou, 12 settembre 1996) è un calciatore maliano, attaccante dell'Egnatia.

## Carriera

### Club
Il 1º luglio 2019 viene acquistato a titolo definitivo dalla squadra albanese del Bylis Ballsh.

### Nazionale
Con l'Under-20 ha preso parte al Mondiale di categoria nel 2015.
Il 25 marzo 2022 ha esordito in nazionale maggiore nella sconfitta per 0-1 contro la Tunisia.

## Statistiche

### Cronologia presenze e reti in nazionale
| Cronologia completa delle presenze e delle reti in nazionale ― Mali | Cronologia completa delle presenze e delle reti in nazionale ― Mali | Cronologia completa delle presenze e delle reti in nazionale ― Mali | Cronologia completa delle presenze e delle reti in nazionale ― Mali | Cronologia completa delle presenze e delle reti in nazionale ― Mali | Cronologia completa delle presenze e delle reti in nazionale ― Mali | Cronologia completa delle presenze e delle reti in nazionale ― Mali | Cronologia completa delle presenze e delle reti in nazionale ― Mali |
| Data                                                                | Città                                                               | In casa                                                             | Risultato                                                           | Ospiti                                                              | Competizione                                                        | Reti                                                                | Note                                                                |
| ------------------------------------------------------------------- | ------------------------------------------------------------------- | ------------------------------------------------------------------- | ------------------------------------------------------------------- | ------------------------------------------------------------------- | ------------------------------------------------------------------- | ------------------------------------------------------------------- | ------------------------------------------------------------------- |
| 25-3-2022                                                           | Bamako                                                              | Mali                                                                | 0 – 1                                                               | Tunisia                                                             | Qual. Mondiali 2022                                                 | -                                                                   | 90+1’                                                               |
| Totale                                                              |                                                                     | Presenze                                                            | 1                                                                   |                                                                     | Reti                                                                | 0                                                                   |                                                                     |